# Jonny Evans
Jonathan Grant »Jonny« Evans, severnoirski nogometaš, * 2. januar 1988, Belfast, Severna Irska.
Evans je bil dolgoletni igralec Manchester Uniteda in član severnoirske reprezentance, od leta 2018 je član Leicester Cityja.